# Candy Candy
Candy Candy is een manga die voortkwam uit een samenwerking van de Japanse schrijfster Kyoko Mizuki met de Japanse illustratrice Yumiko Igarashi. Candy Candy werd vier jaar lang uitgegeven in het Japanse Nakayoshi magazine.
Candy Candy werd ook verwerkt tot een animeserie van 115 afleveringen en een speelfilm, beide gemaakt door Toei Animation.

## Het verhaal
Candy is een weesmeisje dat op een koude winteravond wordt gevonden door Zuster Maria op de stoep van het weeshuis. Op datzelfde moment vindt Miss Pony een ander meisje, dat Annie heet. De beide meisjes groeien op als goede vriendinnetjes in het weeshuis. Candy heeft een grote bos blonde krullen en is een echte kwajongen, terwijl Annie met haar gitzwart, steil haar meer verlegen is. Ze halen heel wat kattenkwaad uit, maar hebben een hart van goud. Candy heeft ook een huisdiertje geadopteerd, het wasbeertje Cleem.
Helaas worden de twee vriendinnetjes op een gegeven moment gescheiden omdat Annie een pleeggezin heeft gevonden. Na een tijdje stuurt Annie een brief naar Candy, waarin ze laat weten dat ze geen brieven meer mag schrijven en ze elk hun eigen leven moeten leiden. Candy is erg verdrietig en staat op een heuvel te huilen tot er opeens een prins opduikt. Hij geeft haar een gouden medaillon waarin de letter 'A' is gegraveerd. Dit wordt haar enige ontmoeting met 'de Prins van de Heuvels', maar ze zal hem nooit vergeten.
Wat later ontmoet ze de knappe Anthony Landers, die sprekend op haar Prins van de Heuvels lijkt. Ze vraagt zich af of het de jongen uit haar dromen is. Samen met Anthony en zijn twee neven Bob en Lex heeft ze een leuke tijd. Anthony kweekt rozen en vernoemt zijn mooiste witte roos naar haar. Candy begint bij de familie Legan te werken, maar daar wordt haar het leven zuurgemaakt door de gemene Nick en zijn zusje Eliza. Ze verzinnen allerlei gemene plannetjes om Candy weg te laten sturen, omdat ze het niet kunnen hebben dat ze zo geliefd is. Ze slagen erin de oude bazige Tante Alison op stang te jagen door Candy als een dief te beschuldigen. Ze besluit Candy weg te sturen.
Onderweg wordt ze gekidnapt door een schurk die kinderen voor geld doorverkoopt en daarna nogmaals door een mysterieuze heer. Deze blijkt later voor Meneer Landers te werken en die brengt haar terug naar de familie, waar ze tot haar grote vreugde te horen krijgt dat ze geadopteerd zal worden. Een tijdje lijkt alles goed te gaan, maar op een dag, tijdens een romantisch paardritje, slaat het noodlot toe en verongelukt Anthony. Opnieuw wordt Candy getroffen door een groot verdriet.
Een paar maanden later vertrekt Candy naar een befaamde kostschool in Londen en daar ziet ze eerst Annie en wat later Albert, de oom van Anthony terug. Ze leert er ook de mysterieuze Terry kennen, voor wie ze gevoelens krijgt.

## Nederlandse stemmen
- Candy - Maria Lindes
- Annie - Trudy Libosan
- Anthony - Jan Anne Drenth
- Nick - Ger Smit
- Eliza - Trudy Libosan
- Mevrouw Legan - Maria Lindes
- Meneer Legan - Jan Anne Drenth
- Tante Alison - Trudy Libosan
- Terry - Jan Anne Drenth
- Bob - Ger Smit
- Miss Pony - Maria Lindes
- Zuster Maria - Trudy Libosan
- Albert - Ger Smit
- Lex - Jan Anne Drenth
- Verteller - Ger Smit, Jan Anne Drenth

## Rechtszaak
In 1998 kwam de samenwerking tussen schrijfster Mizuki en illustratrice Igarashi abrupt tot een einde omdat deze laatste het exclusieve auteursrecht op het Candy Candy materiaal eiste. Igarashi begon zonder toestemming Candy Candy-merchandise te produceren. Omdat Mizuki vond dat haar auteursrecht was overtreden spande ze eind 1998 een proces aan. Tijdens deze rechtszaak beweerde Mizuki gelijke rechten te hebben op het Candy Candy-materiaal, terwijl Igarashi verklaarde dat ze de toestemming van Mizuki niet nodig had om merchandise te verkopen dat op haar illustraties was gebaseerd.
In februari 1999 werd er een eerste uitspraak gedaan in het voordeel van Mizuki:
1. Ms. Kyoko Mizuki en Ms. Yumiko Igarashi bezitten beiden het auteursrecht op Candy Candy.
2. Ms. Igarashi moet de toestemming van Ms. Mizuki verkrijgen als ze Candy Candy wil gebruiken in zakelijke belangen.

Igarashi is in beroep gegaan, maar twee gerechtshoven oordeelden hetzelfde in 2000 en 2001. Na de laatste uitspraak klaagde Igarashi vervolgens het Tôei Animation 'Candy Candy' handelsmerk & televisie auteursrecht aan, waarna Tôei de uitzendingen en de verspreiding van de reeks stopzette.
In begin 2004 bracht het Franse Loga-Rythme voor de eerste keer in Europa een cd met de achtergrondmuziek van de serie uit. Ook werd de Candy Candy roman van Kyoko Mizuki opnieuw uitgebracht in Japan. Beide releases suggereren een vooruitgang in de strijd over Candy Candy om nieuw materiaal te produceren.